# Denemarken op de Olympische Winterspelen 2014
Denemarken nam deel aan de Olympische Winterspelen 2014 in Sotsji, Rusland. 
Van de twaalf deelnemers (zeven mannen en vijf vrouwen) die Denemarken vertegenwoordigden bij de dertiende deelname van het land aan de Winterspelen, namen de mannelijke curlingers Johnny Frederiksen, Mikkel Poulsen en Lars Vilandt na hun deelname in 2010 voor de tweede keer deel. Van de vrouwelijke curlingers namen ook Lene Nielsen en Maria Poulsen na hun deelname in 2006  voor de tweede keer deel.

## Deelnemers en resultaten
(m) = mannen, (v) = vrouwen 

### Alpineskiën
| Olympiër           | Onderdeel      | Resultaat | Prestatie                                                              |
| ------------------ | -------------- | --------- | ---------------------------------------------------------------------- |
| Christoffer Faarup | combinatie (m) | 34e       | afdaling: 1.57,96 (39e) slalom: 1.10,36 (34e) totaal: 3.08,32 (+23,12) |
| Christoffer Faarup | afdaling (m)   | 37e       | 2.12,55 (+6,32)                                                        |
| Christoffer Faarup | super g (m)    | 46e       | 1:23.34 (+5,20)                                                        |

### Curling
| Olympiër (deelname)                                                                           | Onderdeel | Resultaat | Prestatie |
| --------------------------------------------------------------------------------------------- | --------- | --------- | --- |
| Johnny Frederiksen (2) Troels Harry Mikkel Poulsen (2) Rasmus Stjerne Hansen Lars Vilandt (2) | mannen    | 6e        | Groepsfase: 04-07 China 11-10 Rusland 05-09 Verenigde Staten 08-05 Zweden 06-07 Canada 06-08 Groot-Brittannië 03-06 Zwitserland 06-03 Duitsland 05-03 Noorwegen |
|                                                                                               |           |           | |
| Jeanne Ellegaard Mette de Neergaard Lene Nielsen (2) Maria Poulsen (2) Helle Simonsen         | vrouwen   | 6e        | Groepsfase: 4-7 Rusland 6-7 Zwitserland 3-8 Japan 5-8 Canada 6-7 Zweden 9-2 Verenigde Staten 9-6 China 7-4 Zuid-Korea 8-7 Groot-Brittannië                      |

### Langlaufen
| Olympiër      | Onderdeel             | Resultaat | Prestatie                                                                      |
| ------------- | --------------------- | --------- | ------------------------------------------------------------------------------ |
| Martin Møller | 15 km klassiek (m)    | 58e       | 43.29,7 (+5.00,0)                                                              |
| Martin Møller | 30 km skiatlon (m)    | 52e       | 1:14.05,1 (+5.49,7) klassieke stijl: 38.59,0 (56e); vrije stijl: 34.33,3 (45e) |
| Martin Møller | 50 km vrije stijl (m) | 45e       | 1:52.32,7 (+5.37,5)                                                            |